# Michael Cresap Sprigg
Michael Cresap Sprigg (ur. 1 lipca 1791, zm. 18 grudnia 1845 w Cumberland, Maryland) – amerykański polityk. W latach 1827–1831 przez dwie kadencje Kongresu Stanów Zjednoczonych był przedstawicielem czwartego okręgu wyborczego w stanie Maryland w Izbie Reprezentantów Stanów Zjednoczonych.
Jego brat, James Cresap Sprigg, reprezentował stan Kentucky w Izbie Reprezentantów Stanów Zjednoczonych.